# Хорсенс (коммуна)
Хорсенс (дат. Horsens Kommune) — датская коммуна в составе области Центральная Ютландия. Площадь — 515,22 км², что составляет 1,20 % от площади Дании без Гренландии и Фарерских островов. Численность населения на 1 января 2008 года — 80102 чел. (мужчины — 40056, женщины — 40046; иностранные граждане — 4799).

## История
Коммуна была образована в 2007 году из следующих коммун:
- Бредструп (Brædstrup)
- Гедвед (Gedved)
- Хорсенс (Horsens)

## Изображения

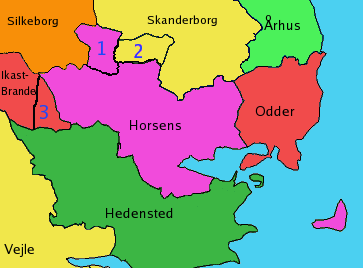

## Железнодорожные станции
- Хорсенс (Horsens)